# Cua de cavall petita
La cua de cavall petita (Equisetum arvense) és una planta vascular sense llavors de l'ordre Equisetales. Es considera una mala herba per bé que també té un ús com a planta medicinal. Present als Països Catalans.

## Noms comuns
Es una planta ben coneguda als Països Catalans per la qual cosa rep nombrosos noms comuns: cua de cavall petita, asprella, aspreta, canella, canudets, canuts, coa de cavall, coa de cavall petita, coa de fardatxo, cua d'euga, cua de cavall, cua de cavall de séquia, cua de guilla, cua de rata, cuadella, equiset, equiset arvense, escuraplata, estanyera, floreta, herba de l'hemorràgia, herba estanyera, herba fina, herba presseguera, herba prima, nuguet, nusets, piparrera, rellotgets, sangnua, coua d'egu, coua de cavall, cua de cavall de séquia, nudé, rabo de cavall, rabo de gat, salnua.

## Característiques
La cua de cavall petita és una planta perenne amb rizoma (geòfit). Tiges erectes de color marró pàl·lid, buides i dures, molt aspres. Les tiges que són fèrtils són d'uns 30 cm com a màxim i acaben en una caputxa anomenada estròbil on es troben els esporangis des d'on es dispersen les espores. Les tiges estèrils, més gruixudes però menys massisses que les fèrtils, són més altes (fins a 60 cm) i estan formades per un conjunt d'estructures cilíndriques anomenades "verticils" progressivament més prims i imbricats uns dins dels altres.

## Distribució i hàbitat
Generalment en l'hemisferi nord. Necessita certa humitat que li proporciona la proximitat a fonts o altres corrents d'aigua en aquestes condicions és bastant comuna a tots els indrets humits dels Països Catalans fins als 1.800 metres d'altitud. Manca a l'extrem sud dels País Valencià i a les Illes només es troba a Mallorca.

## Mala herba

### Danys
La cua de cavall infesta el terreny i encara que la seva competència amb les plantes conreades és menor que en el cas de les altres males herbes, resulta molt difícil d'eliminar entre altres coses en tractar-se d'una planta perenne.

### Control

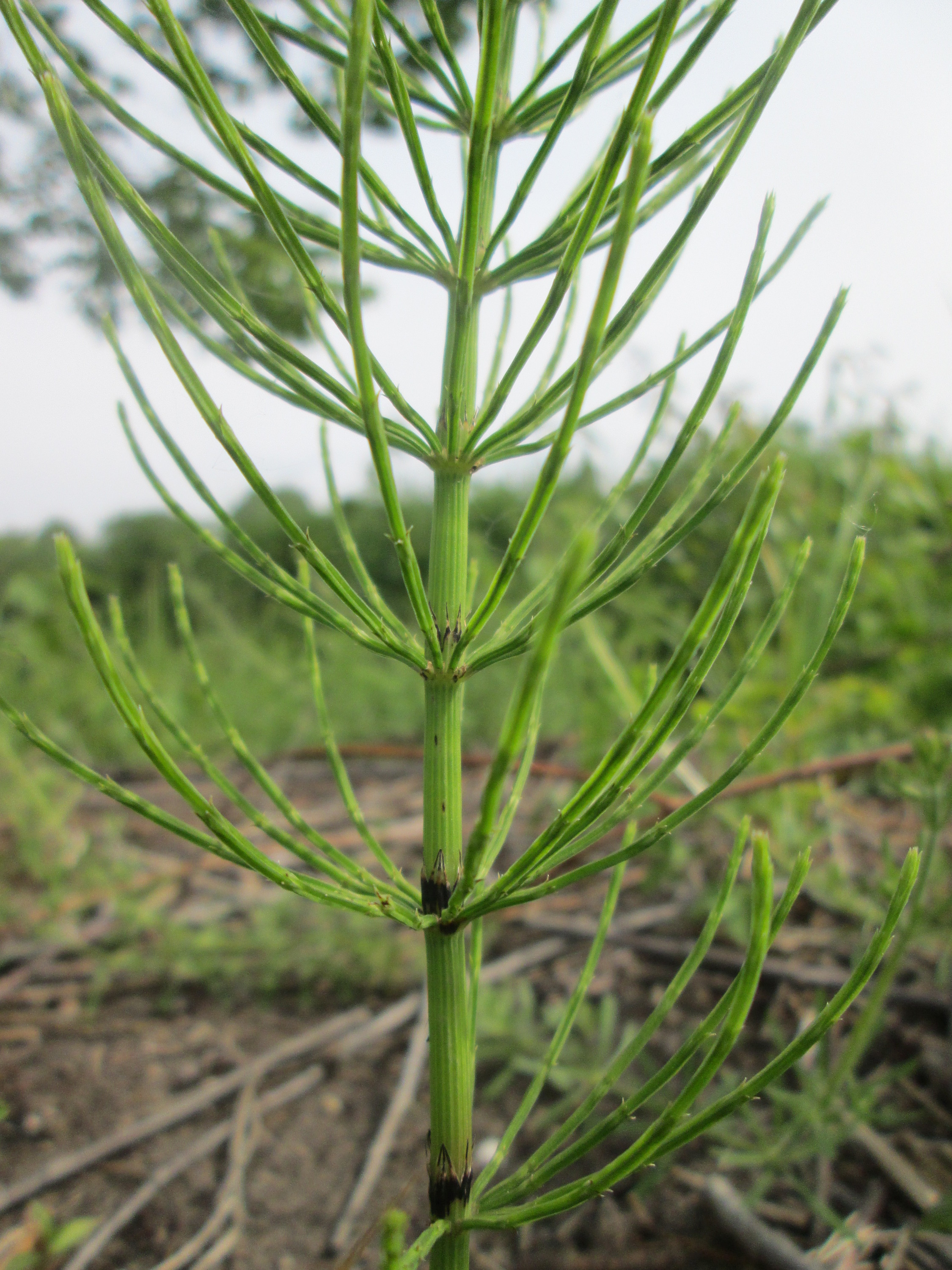
Als nusos de les tiges estèrils hi surten les ramificacions secundàries, i s'hi troben corones de fulletes aplicades a la tija (microfil·les)

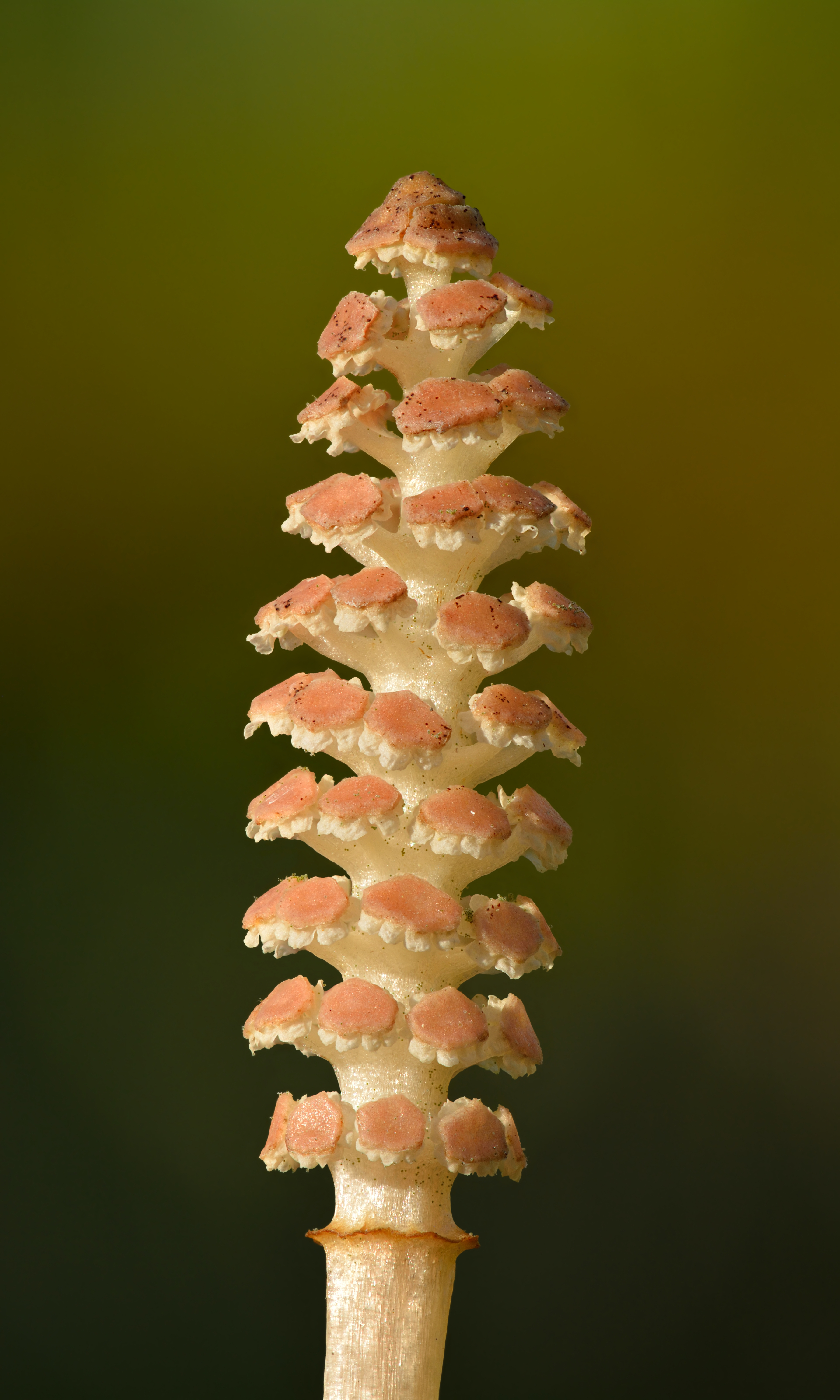
Estròbil, on se situen els esporangis

És molt difícil d'erradicar amb les feines normals de llaurada, ja que té el rizoma molt profund. A més la reproducció per espores dispersades pel vent és molt efectiva. Com que biològicament està molt allunyada de les plantes amb flors per les quals han estat creats els agroquímics, resulta que és resistent als herbicides.

## Composició química i accions farmacològiques

### Composició química
- Oligoelements: Sobretot silici orgànic (unit a proteïnes) i sals riques en potassi, magnesi i alumini.
- Saponòsids: el principal és la equisetonina (5%)
- Flavonoides i Tanins

### Accions i indicacions
L'acció principal de l'Equisetum arvense és la diürètica, deguda principalment a l'equisetonina, tot i que les sals de potassi i els flavonoides també l'afavoreixen. El silici existent a la planta obra sobre el cos regenerant els teixits, puix que el silici contribueix al manteniment del col·lagen. Augmenta les defenses inespecífiques de l'organisme. És astringent, antidiarreic i cicatritzant gràcies als tanins.
Normalment s'utilitza en el tractament d'edemes (retenció de líquids als teixits), insuficiència cardíaca i renal. També s'indica en processos degeneratius de la pell, en casos d'astènia i convalescències.

## Altres usos
- Antigament es menjaven les seves tiges fèrtils com si fossin espàrrecs.
- Tradicionalment es feien fregalls de les tiges estèrils per a netejar utensilis d'estany.
- En agricultura ecològica es fan servir les tiges estèrils com a remei natural contra fongs i plagues.